# Câmara Municipal de Santos
Câmara Municipal de Santos é o órgão legislativo do município de Santos, no estado de São Paulo. Atualmente é formada por vinte e um vereadores.

## Histórico

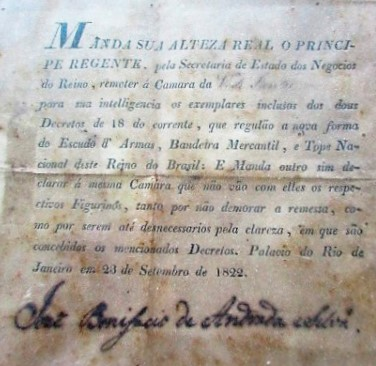
Circular ministerial de 23 de setembro de 1822 de José Bonifácio de Andrada e Silva informando à Câmara de Santos a respeito dos símbolos nacionais do Brasil, recém-independente.

O primeiro Conselho da Vila do Porto de Santos foi formado em 1547. Era composto por um juiz, dois ou três vereadores, um escrivão e um procurador. As reuniões aconteciam no local onde hoje se situa a Alfândega. No fim do século XVI o conselho mudou-se para um imóvel próprio, adquirido no Largo do Carmo. Mas só em 1795 a Câmara passou a existir juridicamente, com um registro oficial e a abertura do livro 1 de atas das suas reuniões.
Em 1870 o Legislativo instalou-se para a Casa de Câmara e Cadeia, na Praça dos Andradas. Mudou-se em 1896 para um palacete no Largo Marquês de Monte Alegre. Em 1945, houve nova mudança, e a sede passou a ser um prédio da Prefeitura, na Praça Mauá. 
Em 1969, o marechal Arthur da Costa e Silva cassou a autonomia de Santos e de várias outras cidades brasileiras. A Câmara foi fechada por um Ato Complementar, no dia 8 de maio, e foi reaberta em 8 de julho sob intervenção militar. Só em 1984 a cidade recuperou sua autonomia.
Desde agosto de 2011, a Câmara funciona no antigo edifício do Corpo de Bombeiros, conhecido como "Castelinho".

## Sede
O Castelinho, inaugurado em 1907, foi projetado pelo arquiteto alemão Maximiliano Emílio Hehl, também autor dos projetos da Catedral de Santos e da Catedral de São Paulo. Durante as obras de restauração, iniciadas em 2008, foram descobertas pinturas decorativas e pisos originais, recuperados para ressaltar o estilo eclético, típico da arquitetura do início do século XX.
Ao lado do edifício histórico foi construído um anexo, com arquitetura contemporânea, em concreto armado, com fachada e telhado de vidro.